# The King of Fighters XIII
The King of Fighters XIII é o 13º jogo da série The King of Fighters e encerra a saga "Tales of Ash". O tema para este jogo é o conceito de "KOF-ismo", ou seja, devolver ao jogo o espírito das séries anteriores. O principal objetivo do jogo é atrair o público que prefere combos rápidos. Eisuke Ogura retorna com as ilustrações oficiais.